# Marcos Martín de la Fuente
Marcos Martín de la Fuente, conocido como Marcos (Palma de Mallorca, Islas Baleares, España, 17 de septiembre de 1968), es un exfutbolista español. Jugaba de centrocampista. Jugó más de 400 partidos en primera, siendo el segundo jugador mallorquín con más partidos, detrás de Miguel Ángel Nadal. Después de su retirada ha trabajado como coordinador del fútbol base del RCD Mallorca

## Trayectoria
- Categorías inferiores RCD Mallorca
- 1987-91 RCD Mallorca
- 1991-97 Sevilla FC
- 1997-00 CP Mérida
- 2000-05 RCD Mallorca

## Palmarés
| Título       | Club         | País   | Año  |
| ------------ | ------------ | ------ | ---- |
| Copa del Rey | RCD Mallorca | España | 2003 |